# Raoiella macfarlanei
Raoiella macfarlanei är en spindeldjursart som beskrevs av Pritchard och Baker 1958. Raoiella macfarlanei ingår i släktet Raoiella och familjen Tenuipalpidae. Inga underarter finns listade i Catalogue of Life.